# Liste de jeux DSiWare
La liste de jeux DSiWare répertorie les jeux vidéo disponibles exclusivement sur la plate-forme DSiWare de la Nintendo DSi.
Remarques :
- Par souci de cohérence avec le reste de Wikipédia en français, il est utile de mettre les appellations françaises si le jeu possède un titre francophone.
- Pour les jeux physiques réédité sur DSiWare, voir également la page Liste de jeux Nintendo DS.

- Haut – A
- B
- C
- D
- E
- F
- G
- H
- I
- J
- K
- L
- M
- N
- O
- P
- Q
- R
- S
- T
- U
- V
- W
- X
- Y
- Z

## 0-9
- 1st Class Poker and BlackJack
- 16 Shot! Shooting Watch
- 18th Gate
- 101 Dolphin Pets
- 101 MiniGolf World
- 101 Pinball World
- 101 Shark Pets
- 1001 BlockBusters
- 1001 Crystal Mazes Collection
- 1950s Lawn Mower Kids
- 2Puzzle It: Fantasy
- 21: Blackjack
- 24/7 Solitaire
- 200V Mahjong Challenge Spirits
- 3 Heroes: Crystal Soul
- 3-pun Tenkatōitsu: Bakumatsu Quiz-Hen
- 3-pun Tenkatōitsu: Higashinihon Sengoku Quiz-Hen
- 3-pun Tenkatōitsu: Nishinihon Sengoku Quiz-Hen
- 3,2,1...WordsUp!
- 3D Mahjong
- 3D Space Tank
- 3D Twist and Match
- 3450 Algo
- 4 Travellers: Play French
- 4 Travellers: Play Spanish
- 40-in-1 Explosive Megamix
- 5 in 1 Mahjong
- 5 in 1 Solitaire
- 505 Tangram
- 7 Card Games
- 90's Pool
- 99Bullets
- 99Moves
- 99Seconds

## A
- A Fairy Tale
- A Kappa's Trail
- A Topsy Turvy Life: The Turvys Strike Back
- A Topsy Turvy Life: Turvy Drops
- Aahh! Spot the Difference
- Absolute Baseball
- Absolute BrickBuster
- Absolute Chess
- Absolute Reversi
- Abyss
- Academy: Checkers
- Academy: Chess Puzzles
- Academy: Tic-Tac-Toe
- Accel Knights: Imashi ga Tame Ware wa Tsurugi o Toru
- Ace Mathician
- ACT Series: Tango Chō Nicchū-hen
- ACT Series: Tango Chō Nichiei-hen
- ACT Series: Tango Chō Nikkan-hen
- Advanced Circuits
- Adventure in Vegas: Slot Machine
- Afterzoom
- Ah! Heaven
- Ah! Nikakutori
- Ai... Sengoku Spirits EX (Gunshiden, Mōshōden et Shukunden)
- Ai... Sengoku Spirits Gaiden (Hideyoshi-Hen, Kenshin-Hen et Nobunaga-Hen)
- AiRace
- AiRace: Tunnel
- Airport Mania: First Flight
- Airport Mania: Non-Stop Flights
- Aishite Iruka: Aisarete Iruka
- Aitakute Monkey
- Akumu no Yōkai Mura
- Alien Puzzle Adventure
- All-Star Air Hockey
- AlphaBounce
- Alt-Play: Jason Rohrer Anthology
- Amakuchi! Dairōjō
- Amida's Path
- Amoebattle
- Anata no Kyū o Check Kanken Mini Test
- Ancient Tribe
- Animal Boxing
- Animal Color Cross
- Animal Crossing Calculator
- Animal Crossing Clock
- Animal Puzzle Adventure
- Anne's Doll Studio (Antique Collection, Gothic Collection, Lolita Collection, Princess Collection et Tokyo Collection)
- Ante Up: Texas Hold'em
- Antipole
- Anyohaseyo! Kankokugo World Puzzle
- Aquarium of Luck, The
- Aquarium with Clock
- Arcade Bowling
- Arcade Hoops Basketball
- Arctic Escape
- Armada
- Armageddon Operation Dragon
- Army Defender
- Around the World in 80 Days
- Arrow of Laputa
- Art of Ink
- Art Style: Aquite
- Art Style: Code
- Art Style: Boxlife
- Art Style: Digidrive
- Art Style: Kubos
- Art Style: Nemrem
- Art Style: Picopict
- Artillery: Knights vs. Orcs
- Artist ni Narō! Kigaru ni Sketch
- Artist ni Narō! Minna no Nurie Inu-Hen
- Artist ni Narō! Minna no Nurie Jōkyū-Hen
- Artist ni Narō! Minna no Nurie Musha-Hen
- Artist ni Narō! Minna no Nurie Neko-Hen
- Artist ni Narō! Minna no Nurie Shokyūhen
- Asphalt 4: Elite Racing
- Astro
- at Enta! Taisen Hanafuda: Koi Koi Kassen
- at Enta! Taisen Igo
- at Enta! Taisen Mahjong 2
- at Enta! Taisen Shogi 2
- at Kanji Jukugo Game: Kanjukuken Kanshū
- at Shogi: Challenge Spirits
- at Sports! Kōshien 2010
- at Sports! Pro Yakyū 2011
- Atama o Yokusuru Anzan DS: Zō no Hana Fūsen
- Atsumeru Egao Chō
- ATV Fever
- Aura-Aura Climber

## B
- Ball Fighter
- Battle of the Elements
- Battle Reel Series 01: Reelgun
- Battle Reel Series 02: Ao Zakura Okita-Hen
- Beach Party Craze
- Beauty Academy
- Big Bass Arcade
- Biorhythm
- BlayzBloo: Battle x Battle
- Blockado-Puzzle Island
- Bloons
- Bloons TD
- Bloons TD 4
- Boardwalk Ball Toss
- Bomberman Blitz
- Bookstore Dream
- Boom Boom Squaries
- Bounce and Break
- Box Pusher
- Brain Drain
- Break Tactics
- Bridge
- Bugs'N'Balls
- Build-a-Lot
- Bunbun Squares

## C
- Cake Ninja
- Cake Ninja 2
- Cake Ninja: XMAS
- Calculator
- California Super Sports
- Candle Route
- Car Jack Streets
- Carcassonne
- Card Hero: Speed Battle Custom
- Castle Conqueror
- Castle Conqueror: Against
- Castle Conqueror: Heroes
- Castle Conqueror: Heroes 2
- Castle Conqueror: Revolution
- Castle of Magic
- Cat Frenzy
- Cave Story
- Cellar, The
- Chara Pasha! Cinnamon Roll
- Chara Pasha! Hello Kitty
- Chara Pasha! Kaiten Muten Maru
- Chara Pasha! Kikansha Thomas
- Chara Pasha! My Melody
- Chara Pasha! SpongeBob
- Chess Challenge!
- Chiri Quiz Shōgakusei
- Chotto DS Bungaku Zenshū: Sekai no Bungaku 20
- Christmas Wonderland
- Christmas Wonderland 2
- Chronicles of Vampires: Origins
- Chronicles of Vampires: The Awakening
- Chuck E. Cheese's Alien Defense Force
- Chuck E. Cheese's Arcade Room
- Chūgaku Eijukugo Kihon 150-Go Master
- Chūgaku Eitango Kihon 400-Go Master
- Chūgaku Kihon Eitango World Puzzle
- Chūkara! Dairōjō
- City Transport Map Volume 1 - 2009
- City Transport Map Volume 2 - 2009
- Clash of Elementalists
- Color Commando
- Come On! Dragons
- Come On! Heroes
- Cosmo Fighters
- Cosmos X2
- Crash-Course Domo
- Crazy Cheebo: Puzzle Party
- Crazy Chicken: Director's Cut
- Crazy Chicken: Pirates
- Crazy Golf
- Crazy Hunter
- Crazy Pinball
- Crazy Sudoku
- Crazy Train
- Cricket Challenge
- Crystal Adventure
- Crystal Caverns of Amon-Ra
- Crystal Monsters
- Curling Super Championship
- Cut the Rope
- Cute Witch! Runner

## D
- Dairojo! Samurai Defenders
- Dancing Academy
- Dark Void Zero
- Datamine
- Date or Ditch
- Decathlon 2012
- Deep Aquarium: Kiseki no Shinkai
- Deep Sea Creatures
- Defense of the Middle Kingdom
- Dekisugi Tincle Pack
- Delbo
- Dentaku + TCG-You Tool: Duel Dentaku Custom
- Devil Band: Rock the Underworld
- Dictionary 6 in 1 with Camera Function
- Did It Myself ABC123
- Digger Dan and Kaboom
- Discolight
- Disney Fireworks
- Divergent Shift
- DodoGo!
- DodoGo! Challenge
- DodoGo! Robo
- Dokodemo Wii no Ma
- Don't Cross the Line
- Don't Feed the Animals
- Doodle Fit
- DotMan
- Double Bloob
- Downtown Texas Hold'em
- Dracula: Undead Awakening
- Dragon Quest Monsters: Battle Road Victory - Senyō Color Code Scanner
- Dragon Quest Wars
- Dreamwalker
- Drift Street International
- DS Kokoro Nurie

## E
- Earth Saver: Inseki Bakuha Daisakusen
- Earthworm Jim
- Easter Eggztravaganza
- EJ Puzzles: Hooked
- Elemental Masters
- Escape the Virus: Shoot 'em Up!
- Escape the Virus: Swarm Survival
- Escape Trick: Convenience Store
- Escape Trick: Ninja Castle
- Escape Trick: The Secret of Rock City Prison
- Escapee GO!
- Everyday Soccer
- Extreme Hangman
- Extreme Hangman 2

## F
- Face Pilot: Fly With your Nintendo DSi Camera!
- Faceez
- Faceez: Monsters!
- Fantasy Slots: Adventure Slots and Games
- Farm Frenzy
- Fashion Tycoon
- Ferrari GT: Evolution
- Ferryman Puzzle
- Fieldrunners
- Fire Panic
- Fizz
- Flametail
- Flashlight
- Flight Control
- Flip the Core
- Flipnote Studio
- Flipper
- Flipper 2: Flush the Goldfish
- Flips: More Bloody Horowitz
- Flips: Silent But Deadly
- Flips: Terror in Cubicle Four
- Flips: The Bubonic Builders
- Flips: The Enchanted Wood
- Flips: The Folk of the Faraway Tree
- Flips: The Magic Faraway Tree
- Forgotten Legions
- Foto Face: The Face Stealer Strikes
- Frenzic
- Frogger Returns
- Furry Legends
- Fūun! Dairōjō Kai

## G
- G.G Series: Air Pinball Hockey
- G.G Series: All Breaker
- G.G Series: Altered Weapon
- G.G Series: Assault Buster
- G.G Series: Black x Block
- G.G Series: Chō Hero Ōga 2
- G.G Series: Conveyor Toy Packing
- G.G Series: Cosmo Rally
- G.G Series: Drift Circuit
- G.G Series: Drift Circuit 2
- G.G Series: Drilling Attack!!
- G.G Series: Energy Chain
- G.G Series: Exciting River
- G.G Series: Great Whip Adventure
- G.G Series: Hero Puzzle
- G.G Series: The Hidden Ninja Kagemaru
- G.G Series: The Last Knight
- G.G Series: Ninja Karakuri Den
- G.G Series: Ninja Karakuri Den 2
- G.G Series: Nyokki
- G.G Series: Run and Strike
- G.G Series: Score Attacker
- G.G Series: Shadow Army
- G.G Series: The Spiky Blowfish
- G.G Series: Throw Out
- G.G Series: Vector
- G.G Series: Vertex
- G.G Series: Wonder Land
- G.G Series: Z-One
- G.G Series: Z-One 2
- Gaia's Moon
- Galaxy Saver
- Game and Watch: Ball
- Game and Watch: Chef
- Game and Watch: Donkey Kong Jr.
- Game and Watch: Flagman
- Game and Watch: Helmet
- Game and Watch: Judge
- Game and Watch: Manhole
- Game and Watch: Mario's Cement Factory
- Game and Watch: Vermin
- Ganbaru Watashi no Osaifu Ōendan
- Gangstar 2: Kings of L.A.
- Gekitsui-Oh
- Gene Labs
- Genius Personal Eiwaraku Rakubiki Jiten
- Genius Personal Waeiraku Rakubiki Jiten
- Ginsei Tsume Shogi
- Globulos Party
- Glory Days: Tactical Defense
- Glow Artisan
- Go Fetch!
- Go Fetch! 2
- GO Series: 10 Second Run
- GO Series: Captain Sub
- GO Series: D-Tank
- GO Series: Dark Spirits
- GO Series: Defence Wars
- GO Series: Earth Saver
- GO Series: Fatal Blow
- GO Series: Fishing Resort
- GO Series: Let's Swing
- GO Series: Picdun
- GO Series: Pinball Attack!
- GO Series: Portable Shrine Wars
- GO Series: Tower of Deus
- GO Series: Undead Storm
- Go! Go! Island Rescue!
- Go! Go! Kokopolo
- Goku Birei Aquarium: Sekai no Sakana to Iruka - Kujira-Tachi
- Gold Fever
- Goony
- Goooooal America
- Guitar Rock Tour

## H
- Hachi-One Diver DS Story
- Hachi-One Diver DS: Naruzō-kun Hasami Shogi
- Hajimete no Mojirenshū
- Hakokoro
- Halloween: Trick or Treat
- Handy Hockey
- Handy Mahjong
- Happy Birthday Mart
- Hard-Hat Domo
- Hearts Spades Euchre
- Heathcliff! Spot On
- Hell's Kitchen Vs.
- Hello Flowerz
- Hello Kitty no Minna no Nurie
- Hellokids
- Hero of Sparta
- Hidden Photo
- High Stakes: Texas Hold'em
- Himitsu no Oooku
- Hints Hunter
- Hip Hop King: Rytmik Edition
- Hirameki Egara Shiritori
- Hobonichi no Kenkō Techō
- Hobonichi Rosenzu 2009
- Hobonichi Rosenzu 2010: Zenkoku 7 Area + Shinkansen Map
- Hooked on Bass Fishing'
- Hospital Havoc
- Hot and Cold: A 3D Hidden Object Adventure

## I
- I Am in the Movie
- I Must Run!
- Ice Hockey Slovakia 2011
- Ichimōdaijin! Neko King
- Ide Yōsuke no Kenkō Mahjong DSi
- Ike! Ike!! Hamster
- Ikibago
- Illust Logic
- Illust Logic+ Nihon no Mukashi Banashi
- Inchworm Animation
- Invasion of the Alien Blobs!
- iSpot Japan

## J
- Jam Space: PocketStudio
- Jaseiken Necromancer: Nightmare Reborn
- Jazzy Billiards
- JellyCar 2
- Jewel Adventures
- Jewel Keepers: Easter Island
- Jewel Legends: Tree of Life
- Jewel Quest V: The Sleepless Star
- Jibun Detsukuru Nintendo DS Guide
- Joshikō Dash
- Jukugo Quiz
- Jump Trials
- Jump Trials Extreme
- Just Sing! 80s Collection
- Just Sing! Christmas Songs
- Just Sing! Christmas Vol. 2
- Just Sing! Christmas Vol. 3
- Just Sing! National Anthems

## K
- Kaite Oboeru: Eitango Chō
- Kaite Oboeru: Shashin Tango
- Kakitori Rekishi Shōgakusei
- Kamenin Merchant!
- Kart Krashers
- Katamuku + Action: Katamukushon
- Katanuki
- Keisan 100 Renda
- Kemonomix
- Kenshō Tsuki Puzzle IroIro: Gekkan Crossword House Vol. 4
- Kenshō Tsuki Puzzle IroIro: Gekkan Crossword House Vol. 5
- Kenshō Tsuki Puzzle IroIro: Gekkan Crossword House Vol. 6
- Kigaru ni Oekaki Kōbō
- Knockout Peoples: Chotto Zankoku na Hakurankai
- Kōenji Joshi Soccer: Aru Seishun no Monogatari
- Kōkō Eijukugo Kihon 200-Go Master
- Kōkō Eitango Kihon 400-Go Master
- Kokoro no Health Meter: Kokoron
- Kōmin Quiz Shōgakusei
- Koneko no Ie: Kirishima-ke to Sanbiki no Koneko
- Korogashi Puzzle Katamari Damacy
- Kung Fu Dragon
- Kuniya Burete Sanga Ari: Hills and Rivers Remain
- Kūki Yomi. DS
- Kyō wa Nan no Hi? Hyakka: Hyakkajiten Mypedia Yori

## L
- Legend of Zelda, The: Four Swords Anniversary Edition
- Legendary Wars: T-Rex Rumble
- Legends of Exidia
- Let's Create! Pottery
- Let's Golf
- Letter Challenge
- Libera Wing
- Link 'n' Launch
- Little Twin Stars to Minna no Nurie
- Littlest Pet Shop
- Lola's Alphabet Train
- Lola's Fruit Shop Sudoku
- Looksley's Line Up
- Lost Town: The Dust, The
- Lost Town: The Jungle, The

## M
- Maestro: Green Groove
- Magical Diary: Secrets Sharing
- Magical Drop Yurutto
- Magical fantasista
- Magical Whip
- Magnetic Joe
- Mahjongg
- Mahōjin to Image Keisan
- Mainichi Sodateru Nikki Calendar
- Make Up and Style
- Mapmap! By Tōchi Kentei
- Mario Calculator
- Mario Clock
- Mario vs. Donkey Kong : Le Retour des Mini !
- Me and My Dogs: Friends Forever
- Mega Words
- Meikyō Kokugo: Rakubiki Jiten
- Metal Torrent
- Miami Nights: Life in the Spotlight
- Mighty Flip Champs!
- Mighty Milky Way
- Misshitsukara no Dasshutsu, The: Gakkō-Hen
- Misshitsukara no Dasshutsu, The: Sky Tower Hen
- Missy Mila: Twisted Tales
- Mixed Messages
- Model Academy
- Moji to Koe de Tanoshiku Kaiwa: Speech Support DS
- Moke Moke
- Monster Buster Club
- Moto eXtreme
- Move your Brain: Rollway Puzzle
- Mr. Brain
- Mr. Driller: Drill till you Drop
- Music on: Acoustic Guitar
- Music on: Drums
- Music on: Electric Guitar
- Music on: Electronic Keyboard
- Music on: Learning Piano
- Music on: Learning Piano Volume 2
- Music on: Playing Piano
- Music on: Retro Keyboard
- My Aquarium: Seven Oceans
- My Asian Farm
- My Australian Farm
- My Exotic Farm
- My Farm
- My Little Restaurant
- My Melody to Minna no Nurie
- myDiary
- myNotebook (Blue, Carbon, Green, Pearl, Red et Tan)
- myPostcards
- MySims Camera
- Mysterious Stars: A Fairy Tale
- Mysterious Stars: The Samurai
- Mysterious Stars: The Singer

## N
- Nagameru Dake de Kashikoku nareru! Mojipittan Shiritori Tokei
- Nandoku 500 Kanji Word Puzzle
- Nari-Chara: Katekyoo Hitman Reborn!
- Nari-Chara: Naruto Shippuden
- Nazo no Minigame
- Need for Speed: Nitro-X
- Neko Neko Bakery: Pan de Puzzle Nya!
- Neko no Iru Tangram: Neko to Iyashi no Silhouette Puzzle
- Neko Reversi
- New English Training: Learning with Tempo - Beginners Edition
- New English Training: Learning with Tempo - Advanced Edition
- Noroi no Game (Chi et Goku)

## O
- Odekake Takorin
- Odekake! Earth Seeker
- Oregon Trail, The
- Orion's Odyssey
- Oscar in Movieland
- Oscar in Toyland
- Oscar in Toyland 2
- Oscar's World Tour
- Oshiete Darling
- Otegaru Puzzle Series: Yurie to Fushigi na Meikyū
- Otegaru Shashin Memo
- Othello
- Otoa no Tame no Keisan Training DS
- Otona no Nihonshi Puzzle
- Otona no Sekaishi Puzzle
- Otona no Tame no Renjuku Kanji

## P
- Panda Craze
- Panewa!
- Papier volant
- Paul's Monster Adventure
- Paul's Shooting Adventure
- Paul's Shooting Adventure 2
- Pause avec, Une... Dr. Mario
- peakvox: MajiMajo
- peakvox: Mew Mew Chamber
- Peg Solitaire
- Penguin Patrol
- Petit Computer
- Photo Clock
- Photo Dojo
- Photo Stand Tsuki: Ban-Bro DX Radio
- PicDun
- Picture Perfect Pocket Stylist
- PictureBook Games: The Royal Bluff
- Pinball Pulse: The Ancients Beckon
- Pirates Assault
- Play and Learn Chinese
- Play and Learn Spanish
- Pocket Pack: Strategy Games
- Pocket Pack: Words and Numbers
- Pocket Rurubu (Hokkaido, Izuhakone, Kobe, Kyoto, Nagoya, Okinawa, Osaka, Shinshū, Tokyo, Yokohama Yokohama/Kamakura)
- Ponjan
- Poony to 20 no Asobi Ba
- Pop Island
- Pop Island: Paperfield
- Pop+ Solo
- Pop Superstar: Road to Celebrity
- Prehistorik Man
- Primrose
- Pro Jumper! Guilty Gear Tangent!?
- Pro-Putt Domo
- Professor Lexis's Match Up!
- Publisher Dream
- Pucca Noodle Rush
- Puchicon
- Puffins: Let's Fish
- Puffins: Let's Race
- Puffins: Let's Roll
- Puzzle Fever
- Puzzle Iroiro: Gekkan Crossword House Vol. 1
- Puzzle Iroiro: Gekkan Crossword House Vol. 2
- Puzzle Iroiro: Gekkan Crossword House Vol. 3
- Puzzle Rocks
- Puzzle to Go: Baby Animals
- Puzzle to Go: Diddl
- Puzzle to Go: Planets and Universe
- Puzzle to Go: Wildlife
- Puzzler Brain Games
- Puzzler World 2013
- Puzzler World XL
- Pyoro

## Q
- Quick Fill Q
- QuickPick Farmer
- Quiz Ongaku no Jikan: Joysound Wii Super DX Senyō Kyoku Navi Dzuke

## R
- Rabi Laby
- Rabi Laby 2
- Radar War Series: Gunjin Shogi
- Rayman
- Real Crimes: Jack the Ripper
- Real Football 2010
- Reflect Missile
- Remote Racers
- Renjuku Kanji Chūgakusei
- Renjuku Kanji Shōgaku 1 Nensei
- Renjuku Kanji Shōgaku 2 Nensei
- Renjuku Kanji Shōgaku 3 Nensei
- Renjuku Kanji Shōgaku 4 Nensei
- Renjuku Kanji Shōgaku 5 Nensei
- Renjuku Kanji Shōgaku 6 Nensei
- Retro Pocket
- Rhythm Core Alpha
- Rhythm Core Alpha 2
- Rika Quiz Shōgakusei: Seibutsu Chigaku Hen
- Rikishi
- Road Racing: Uma no Suke 2012
- Robot Rescue
- Robot Rescue 2
- Rock-n-Roll Domo
- Rocks N' Rockets
- Roller Angels
- RPG Dasshutsu Game
- Rummikub
- Rytmik
- Rytmik: Retrobits
- Rytmik: Rock Edition
- Rytmik: World Music

## S
- Sagittarius-A-Star
- Saikyō Gensei Shogi
- Saikyō Ginsei Igo
- Sakurai Miho no Kōun no Megami Therapy Uranai
- Sangoku Daifugō
- Save the Turtles
- Scrabble Classic
- Scrabble Slam!
- Scrabble Tools
- Sea Battle
- Sekai Tanken: Kokki World Map
- Sekai Tanken: Kokki World Map 2012
- Sekai Tanken: Kokki World Map 3
- Seller, The
- Sengoku Tactics
- Sepas Channel
- Shantae: Risky's Revenge
- Shapo
- Shikakui Atama o Maru Kusuru, Mekuri Calendar DS
- Shin Sangoku Mahjong: Kokushi Musō
- Shirogane no Torikago: The Angels with Strange Wings
- Simply Mahjong
- Simply Minesweeper
- Simply Solitaire
- Simply Sudoku
- Sleep Clock: Record and Analyse your Sleep Patterns
- Slingo Supreme
- Smart Girl's Playhouse Mini
- Snakenoid
- Snakenoid Deluxe
- Snapdots
- Snowboard Xtreme
- Sokomania
- Sokomania 2: Cool Job
- Sokuren Keisan: Nanmon-hen
- Sokuren Keisan: Shōgaku 1 Nensei
- Sokuren Keisan: Shōgaku 2 Nensei
- Sokuren Keisan: Shōgaku 3 Nensei
- Sokuren Keisan: Shōgaku 4 Nensei
- Sokuren Keisan: Shōgaku 5 Nensei
- Sokuren Keisan: Shōgaku 6 Nensei
- Solitaire Collection
- Soul of Darkness
- Space Ace
- Space Invaders Extreme Z
- Spaceball: Revolution
- Sparkle Snapshots
- Spin Six
- Spirit Hunters Inc (Light et Shadow)
- Spot It! Challenge
- Spot It! Mean Machines
- Spot the Difference
- Spotto!
- Star Novels: Kono Haretasora no Shita de
- Star Novels: Shirogane no Torikago
- Starship Patrol
- SteamWorld Tower Defense
- Stratego: Next Edition
- Subete ga Tsunagaru Kimochiyosa! Kotobashi-ru
- Successfully Learning English: Year 2
- Successfully Learning English: Year 3
- Successfully Learning English: Year 4
- Successfully Learning English: Year 5
- Successfully Learning German: Year 2
- Successfully Learning German: Year 3
- Successfully Learning German: Year 4
- Successfully Learning German: Year 5
- Successfully Learning Mathematics: Year 2
- Successfully Learning Mathematics: Year 3
- Successfully Learning Mathematics: Year 4
- Successfully Learning Mathematics: Year 5
- Sudoku
- Sudoku 50! For Beginners
- Sudoku 150! For Challengers
- Sudoku 4Pockets
- Sudoku Challenge!
- Sudoku Sensei
- Sujin Taisen: Number Battle
- Sukusuku Native Eigo Nikki Calendar
- Super Swap!
- Super Yum Yum: Puzzle Adventures
- Supermarket Mania
- Surfacer+
- Surviving High School
- System Flaw Recruit

## T
- Tales to Enjoy! Little Red Riding Hood
- Tales to Enjoy! Puss in Boots
- Tales to Enjoy! The Ugly Duckling
- Tales to Enjoy! Three Little Pigs
- Tantei Jingūji Saburō: Akenai Yoru ni and Nazo no Jikenbo
- Tantei Jingūji Saburō: Kadan no Isshu and Nazo no Jikenbo
- Tantei Jingūji Saburō: Nakiko no Shōzō and Nazo no Jikenbo
- Tantei Jingūji Saburō: Rensasuru Noroi and Nazo no Jikenbo
- Tantei Jingūji Saburō: Tsubaki no Yukue and Nazo no Jikenbo
- Telegraph Crosswords
- Telegraph Sudoku and Kakuro
- Tetris Party Live
- Thorium Wars
- Topoloco
- Torida: Chicken Tabi Shindan
- Touch de Manzai! Megami no Etsubo DL
- Touch de Oboeru Hyakuninisshu: Chotto DSi Shiguredono
- Touch Solitaire
- Tower DS Classic, The
- Tower DS, The: Kōgai Ekimae Ichiba ni Idome!! Kyodai Shopping Center Hen
- Tower DS, The: Ura Roji no Nitōchi ni Ichiryū Hotel o Kensetsuseyo!! Hen
- Treasure Hunter X
- Trollboarder
- Tsukutte Utau Saru Band
- TURN: The Lost Artifact

## U
- Ubongo
- Uchimakure! Touch de Chameleon
- Ugoite Asobu Boxing
- Ugoite Asobu Diet
- Uno
- Unō to Sanō ga Kōsa Suru: UraNōra
- Uso Hakken Utsuwa: Kokoronōchi o Nozoichao
- Utsushite Jikkan! Diet Memo

## V
- Valet Parking 1989
- Viking Invasion
- VT Tennis

## W
- Wakugumi: Monochrome Puzzle
- WarioWare: Snapped!
- Whack-A-Friend
- White-Water Domo
- Wizard Defenders
- Wonderful Sports Bowling
- Word Searcher
- Word Searcher 2
- Word Searcher 3
- Word Searcher 4
- WordJong Arcade
- Working Dawgs: A-Maze-ing Pipes
- World Poker Tour: Texas Hold 'Em

## X
Pas d'entrée.

## Y
- Yummy Yummy Cooking Jam

## Z
- Zacross
- Zenonia
- Zimo: Mahjong Fanatic
- Zombie Blaster
- Zombie Skape
- Zoo Frenzy
- Zoonies: Escape from Makatu